# توماس فورسيث (سياسي)
توماس فورسيث (بالإنجليزية: Thomas Forsyth)‏ هو سياسي نيوزلندي، ولد في 17 مايو 1868، وتوفي في 6 فبراير 1941. انتخب عضو مجلس النواب نيوزيلندا.